# Martha Grahamová
Martha Austinová Grahamová (11. května 1894 Allegheny County, Pennsylvania – 1. dubna 1991 New York) byla americká tanečnice, choreografka a taneční pedagožka, jež významně ovlivnila dějiny moderního tance. Pocházela z rodiny psychiatra. Taneční vzdělání získala v Los Angeles na škole Denishawn School; pak působila nějaký čas v tamním tanečním souboru. Do poloviny dvacátých let byl její taneční styl ještě eklektický a romantický, což se změnilo po roce 1926, kdy v New Yorku založila taneční školu Martha Graham School of Contemporary Dance, z níž později vzešel soubor Martha Graham Dance Company. Zde Grahamová taneční pohyb podřídila vyjadřovaným emocím; tanec se pro ni stal „skrytou řečí duše“, jak se později vyjádřila. Postupně vytvořila vlastní škálu tanečních výrazových prostředků, odlišnou od tradičních pohybů a vyznačující se dynamičností, silovostí a napětím. Během šedesátileté kariéry Grahamová vytvořila 181 tanečních děl, spolupracovala s řadou významných umělců různých oborů a vychovala mnoho žáků. Jako tanečnice naposledy vystoupila v 75 letech, choreografii se věnovala až do 96 let.